# 东风街道 (驻马店市)
东风街道，是中华人民共和国河南省驻马店市驿城区下辖的一个乡镇级行政单位。

## 行政区划
东风街道下辖以下地区：
朝阳街社区、南海路北段社区、仓库路社区、前进路南段社区、雪松路东段社区、前进路北段社区、周庄社区、东张庄社区和小刘庄社区。